# Phakphum Kunkongmee
Phakphum Kunkongmee (thailändisch ภาคภูมิ ขุนคงมี; * 1. Februar 2004 in Chiangmai) ist ein thailändischer Fußballspieler.

## Karriere
Phakphum Kunkongmee erlernte das Fußballspielen in Schulmannschaft der Assumption-Schule in Bangkok. Seinen ersten Vertrag unterschrieb er am 1. Oktober 2021 beim Assumption United FC. Mit dem Verein aus der Hauptstadt Bangkok spielte er elfmal in der Western Region der dritten Liga. Im Juni 2023 wechselte er nach Chiangmai. Hier schloss er sich dem Zweitligisten Chiangmai FC an. Sein Zweitligadebüt gab Kunkongmee am 21. April 2024 (33. Spieltag) im Heimspiel gegen den Chainat Hornbill FC. Bei dem 2:0-Heimerfolg wurde er in der 83. Minute für Thammayut Tonkham eingewechselt. Am Ende der Saison 2023/24 belegte er mit dem Klub den vierten Tabellenplatz und qualifizierte sich somit für die Aufstiegsspiele zur ersten Liga. Hier konnte man sich jedoch nicht durchsetzen. Im Sommer 2024 wurde dem Chiangmai FC die Lizenz für die zweite Liga verweigert und musste somit in die dritte Liga absteigen. Hier tritt man in der Northern Regeion an.